# Гранд-Ридж (Іллінойс)
Гранд-Ридж (англ. Grand Ridge) — селище (англ. village) в США, в окрузі Ла-Салл штату Іллінойс. Населення — 515 осіб (2020).

## Географія
Гранд-Ридж розташований за координатами 41°14′10″ пн. ш. 88°49′52″ зх. д. / 41.23611° пн. ш. 88.83111° зх. д. (41.236136, -88.831029).  За даними Бюро перепису населення США в 2010 році селище мало площу 1,20 км², уся площа — суходіл.

## Демографія
Згідно з переписом 2010 року, у селищі мешкало 560 осіб у 200 домогосподарствах у складі 150 родин. Густота населення становила 468 осіб/км².  Було 225 помешкань (188/км²).
Расовий склад населення:
| - 97,9 % — білих - 0,4 % — азіатів - 0,2 % — корінних американців - 0,2 % — чорних або афроамериканців |

До двох чи більше рас належало 1,4 %. Частка іспаномовних становила 5,5 % від усіх жителів.
За віковим діапазоном населення розподілялося таким чином: 30,7 % — особи молодші 18 років, 55,5 % — особи у віці 18—64 років, 13,8 % — особи у віці 65 років та старші. Медіана віку мешканця становила 35,2 року. На 100 осіб жіночої статі у селищі припадало 97,2 чоловіків;  на 100 жінок у віці від 18 років та старших — 91,1 чоловіків також старших 18 років.
Середній дохід на одне домашнє господарство  становив 63 254 долари США (медіана — 55 833), а середній дохід на одну сім'ю — 72 043 долари (медіана — 73 750). За межею бідності перебувало 10,8 % осіб, у тому числі 21,1 % дітей у віці до 18 років та 5,4 % осіб у віці 65 років та старших.
Цивільне працевлаштоване населення становило 260 осіб. Основні галузі зайнятості: освіта, охорона здоров'я та соціальна допомога — 21,9 %, роздрібна торгівля — 14,6 %, виробництво — 14,2 %.